# Alcira Gigena
Alcira Gigena, auch Alcira, ist eine 1911 gegründete Ortschaft im Bezirk (Departamentos) Río Cuarto der Provinz Córdoba in Argentinien.
Sie liegt 170 km von der Stadt Córdoba entfernt an der Ruta Nacional 36 (RN 36) und wird von einer Eisenbahn durchquert, die Río Cuarto, Río Tercero und Córdoba miteinander verbindet.
Die Haupteinnahmequelle ist, wie im gesamten Bezirk (Departamentos), die Landwirtschaft und Viehzucht.
Das Klima ist die meiste Zeit des Jahres trocken, mild und angenehm, mit einer Durchschnittstemperatur von 8 °C im Winter und 30 °C im Sommer. Im August und September wehen starke Winde. Der Sommer ist die regenreichste Jahreszeit und der Winter die trockenste.
Der Strom kommt vom Stausee Río Tercero und wird von einer Cooperativa Eléctrica y de Servicios verwaltet.

## Persönlichkeiten
- Eduardo Omar Saporiti (* 1954), Fußballspieler
- Víctor Manuel Fernández (* 1962), römisch-katholischer Geistlicher und Kurienkardinal
- Martín Alejandro Cardetti (* 1975), Fußballspieler, Trainer und Sportmanager